# Ferry (auteur)
Pour les articles homonymes, voir Ferry.
Fernand Van Vosselen connu sous le pseudonyme Ferry, né le 23 avril 1944 à Beveren Waas (province de Flandre-Orientale), est un auteur de bande dessinée réaliste belge flamand. 
Co-créateur avec le scénariste Jean-Luc Vernal de la série Ian Kalédine, publiée de 1978 à 1992, ce dessinateur réaliste a dessiné en 2009 un volume de la série Alix créée par Jacques Martin.

## Biographie
Fernand Van Vosselen naît le 23 avril 1944 à Beveren Waas. Ferry étudie la publicité à l'École supérieure des arts Saint-Luc de Liège pendant quatre ans, avant d'étudier l'histoire de l'art à l'université de Gand. Depuis toujours il a une grande passion pour l'histoire, et spécialement l'archéologie, ce qui se reflète dans son œuvre. C'est dans le quotidien Le Soir qu'il publie sa première bande dessinée, un court récit western Le Relais sur un scénario de Daniël Jansens. Il poursuit sa collaboration avec ce quotidien en publiant Savary en 1974. En 1973, il entre au journal Tintin Il publie sur des scénarios d'Yves Duval de nombreux récits authentiques qui sont, pour certains compilés, dans Les Meilleurs Récits de Ferry - Yves Duval chez Loup en 2004. Puis, en 1974, il lance seul la série Cédric dans Tintin Sélection et en 1975 dans Tintin qui ne connaîtra pas d'album. En 1978, il crée encore pour Tintin la série fantastique Ian Kalédine sur des scénarios de Jean-Luc Vernal par ailleurs rédacteur en chef de ce journal qui va se poursuivre sur 10 albums chez Le Lombard (1983-1992). En 1985, avec La Fée Peri, héroïne d'une légende turque, Ferry marque un tournant dans sa carrière en découvrant son style. En 1990, il se rend à Moscou avec Jean-Luc Vernal pour saluer leurs lecteurs soviétiques de la version russe de La Nuit blanche qui rencontre un franc succès avec un tirage de 200 000 exemplaires.
En janvier 1995, il publie L'Envol, le premier tome de la série Les Chroniques de Panchrysia chez Le Lombard. En 2005, il répond à l'appel de l'armée belge et participe au collectif BDéfense ! vendu au profit d'œuvres caricatives.
Ferry enseigne à l'École supérieure des arts Saint-Luc de Gand. Peu après sa retraite, il est requis comme nouveau dessinateur pour la série Alix de Jacques Martin, en alternance avec Christophe Simon. En 2009 est publié le premier tome dessiné par Ferry.
De 2012 à 2022, il préside le Centre belge de la bande dessinée.
Selon Patrick Gaumer « [...] le graphisme réaliste de Ferry privilégie essentiellement la clarté et la lisibilité. Depuis le début des années 2000, il se révèle également un scénariste inspiré. »

## Œuvre

### Principales publications

#### Les Voyages de Jhen
- 11. Bruges[26], Casterman, Bruxelles, 22 juin 2011
Scénario : Jacques Martin - Dessin : Ferry - Couleurs : Hilde Manhaeve -  (ISBN 978-2-203-32232-5)

- Les Grandes Catastrophes (dessin) avec Yves Duval (scénario), Lombard, coll. « Histoires de l'histoire », 1984  (ISBN 2-8036-0448-5)
- 13. Les Meilleurs Récits de Ferry - Duval[27], Loup, Andoy, 2004
Scénario : Yves Duval - Dessin : Ferry - Couleurs : noir et blanc -  (ISBN 2-930283-73-4)

### Collectifs
- Pétition - À la recherche d'Oesterheld et de tant d'autres[28] ! , Amnesty International, Bruxelles, 1986
Scénario : collectif - Dessin : collectif dont Ferry - Couleurs : noir et blanc
- L'Aventure du journal Tintin - 40 ans de bande dessinée[29], Le Lombard, Bruxelles, novembre 1986
Scénario et couleurs : collectif - Dessin : collectif dont Ferry -  (ISBN 2-8036-0574-0)
- Téléthon[30], Le Lombard, Bruxelles, juin 1990
Scénario et couleurs : collectif - Dessin : collectif dont Ferry -  (ISBN 2-8036-0894-4)
- BDéfense ![10], Forces armées belges, Bruxelles, décembre 2005
Scénario : collectif - Dessin : collectif dont Ferry - Couleurs : quadrichromie -  (ISBN 90-7517-204-4)
- 2. Sortilège II, BD Fly, janvier 2013
Scénario : Bruno Di Sano - Dessin : collectif dont Ferry - Couleurs : Alain AudryTirage limité à 400 ex.
- Int. Sortilège - Intégrale[31], C.M. éditions, 16 juin 2022
Scénario : Bruno Di Sano, Daniel Bardet, Christian Mathoul - Dessin : collectif dont Ferry - Couleurs : Laurent Carpentier, Louis-Michel Carpentier, Alain Audry -  (ISBN 978-2-9602788-1-1),Couverture : Daniel Desorgher, Stéphane Dizier. Storyboard : Bruno Gilson. Avec Jo-El Azara, Francis Carin, Jean-Pol, Hec Leemans, Wim Swerts, André Taymans.

### Para-BD
À l'occasion, Ferry réalise des portfolios, ex-libris, cartes et commet quelques travaux publicitaires.

## Prix
- 1987 :  prix du talent graphique décerné par la guilde des experts indépendants de bande dessinée belge et le centre flamand de la bande dessinée[33] pour Ian Kalédine ;
- 1995 :  prix de la meilleure bande dessinée flamande décerné par la guilde des experts indépendants de bande dessinée belge et le centre flamand de la bande dessinée[33] pour L'Envol ;
- 1997 :  Adhémar de bronze[2] ;
- 2004 
  -  prix de la meilleure bd d'auteur néerlandophone  : Le Gardien de la lance, t. 3 : Le Don de Salâh al -Dîn par Ersel et Ferry, Glénat ;
  -  prix du meilleur scénario décerné par la Chambre belge des experts en bande dessinée[33] pour Le Gardien de la Lance ;
- 2011 :  Crayon d'or au Festival de bande dessinée de Middelkerke à Middelkerke[34] ;
- 2017 :  prix Thema, Festival de bande dessinée de Knokke-Heist (nl) à Knokke-Heist[35].